# La Rosa Náutica
La Rosa Náutica es un restaurante de comida peruana ubicado en un espigón la Costa Verde de Lima (Perú). Fue fundado en 1983 por Carlín Semsch.

## Historia
El restaurante, de arquitectura en estilo victoriano, fue fundado en 1983 por iniciativa de Carlín Semsch en un muelle sobre el rocoso espigón 4 del Circuito de playas de la Costa Verde en el distrito de Miraflores. En sus inicios estuvo orientado hacia la cocina internacional. En 2011 abrió una sucursal en Bogotá y en 2012 otra en Buenos Aires. La sede de Bogotá cerró en 2013.
En 2005 se ubicó en el quinto lugar de una lista de la Cámara de Comercio de Lima de los restaurantes preferidos de los empresarios de esa ciudad.

### Polémicas
En octubre de 2019 la Sala Especializada en Protección al Consumidor del Tribunal del Indecopi encontró que La Rosa Náutica violaba el Código de Protección y Defensa del Consumidor, pues sus menús estaban diferenciados según el género de la clientela: los que no tenían precio eran para las mujeres y los que sí, para los hombres. En consecuencia el restaurante fue multado por discriminación de género por 210 000 soles (62 000 dólares).

## Galería

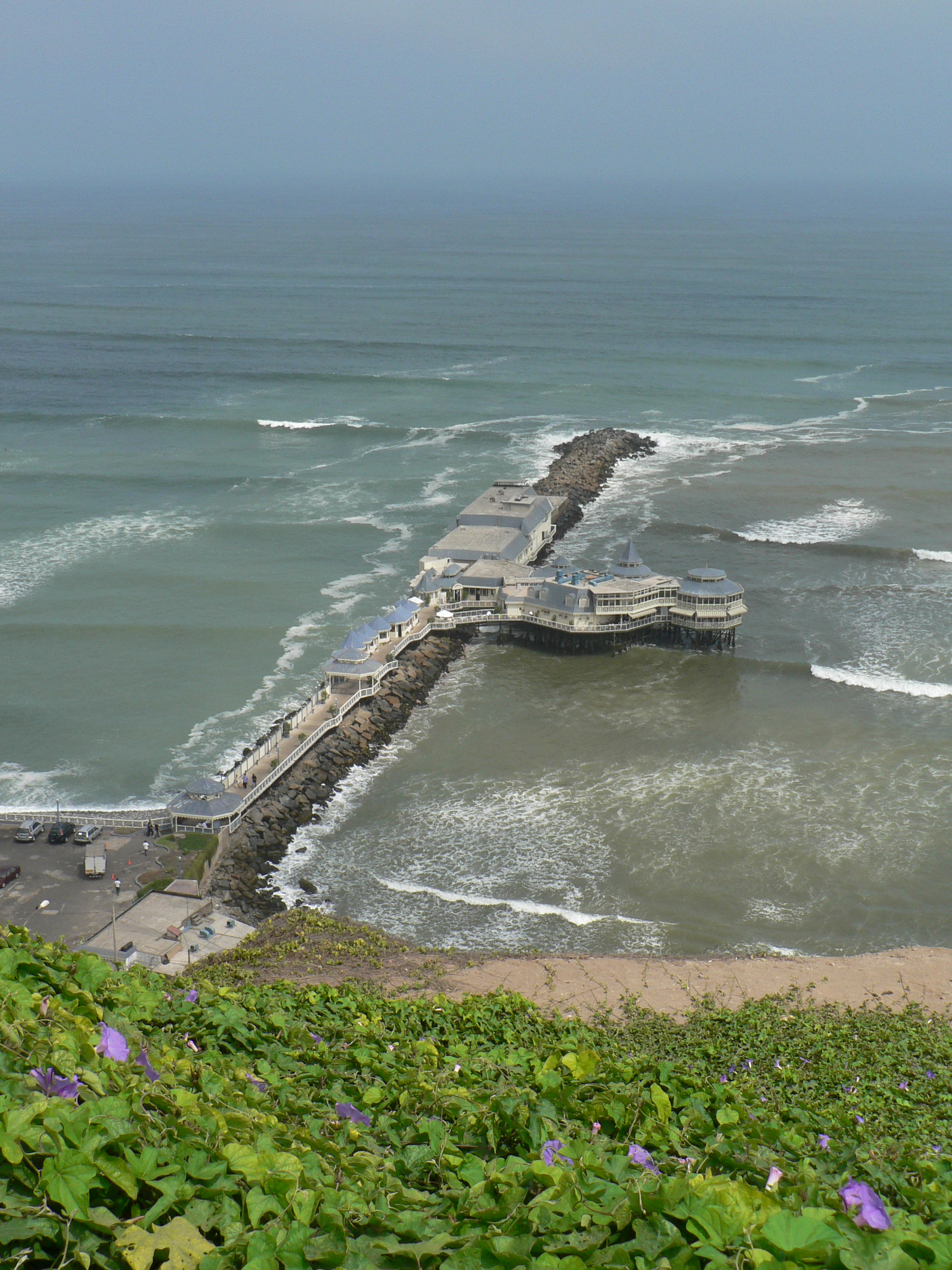
Desde Miraflores
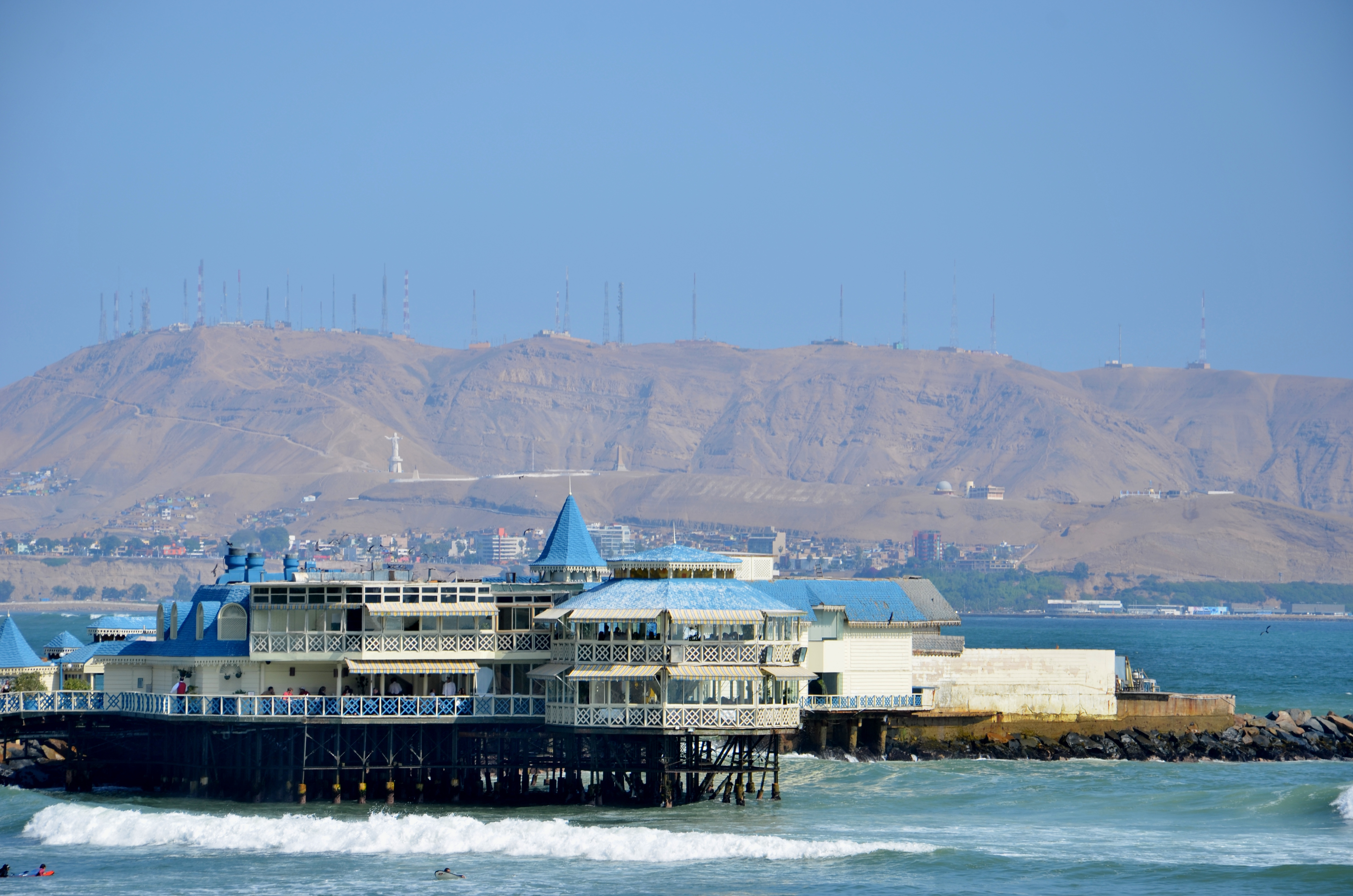
Desde la playa
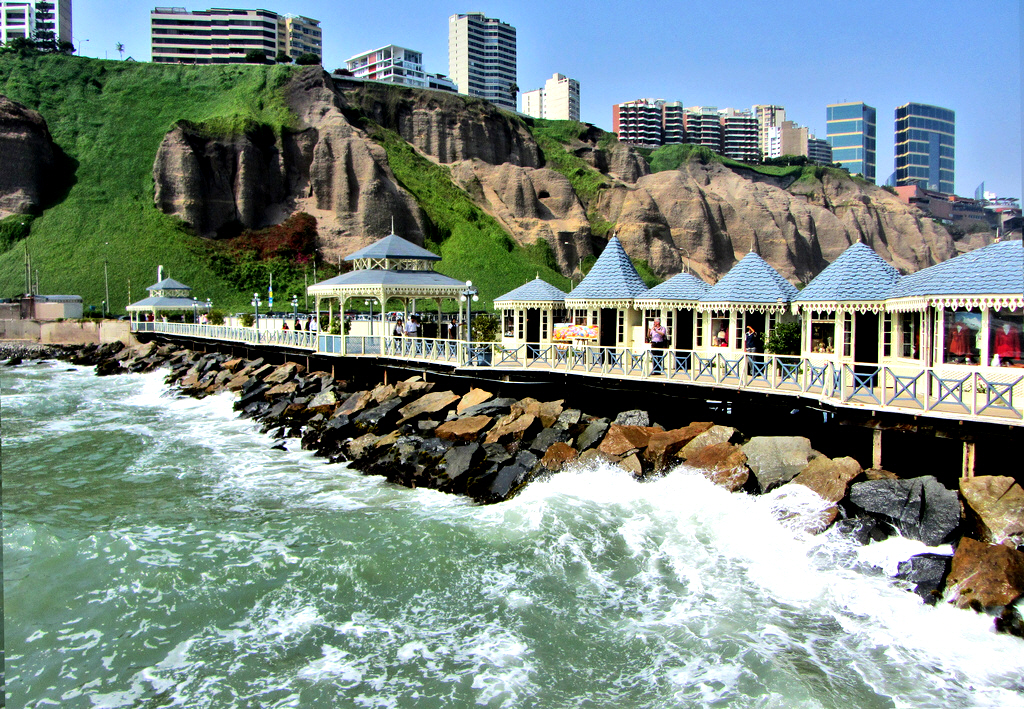
Espigón de acceso
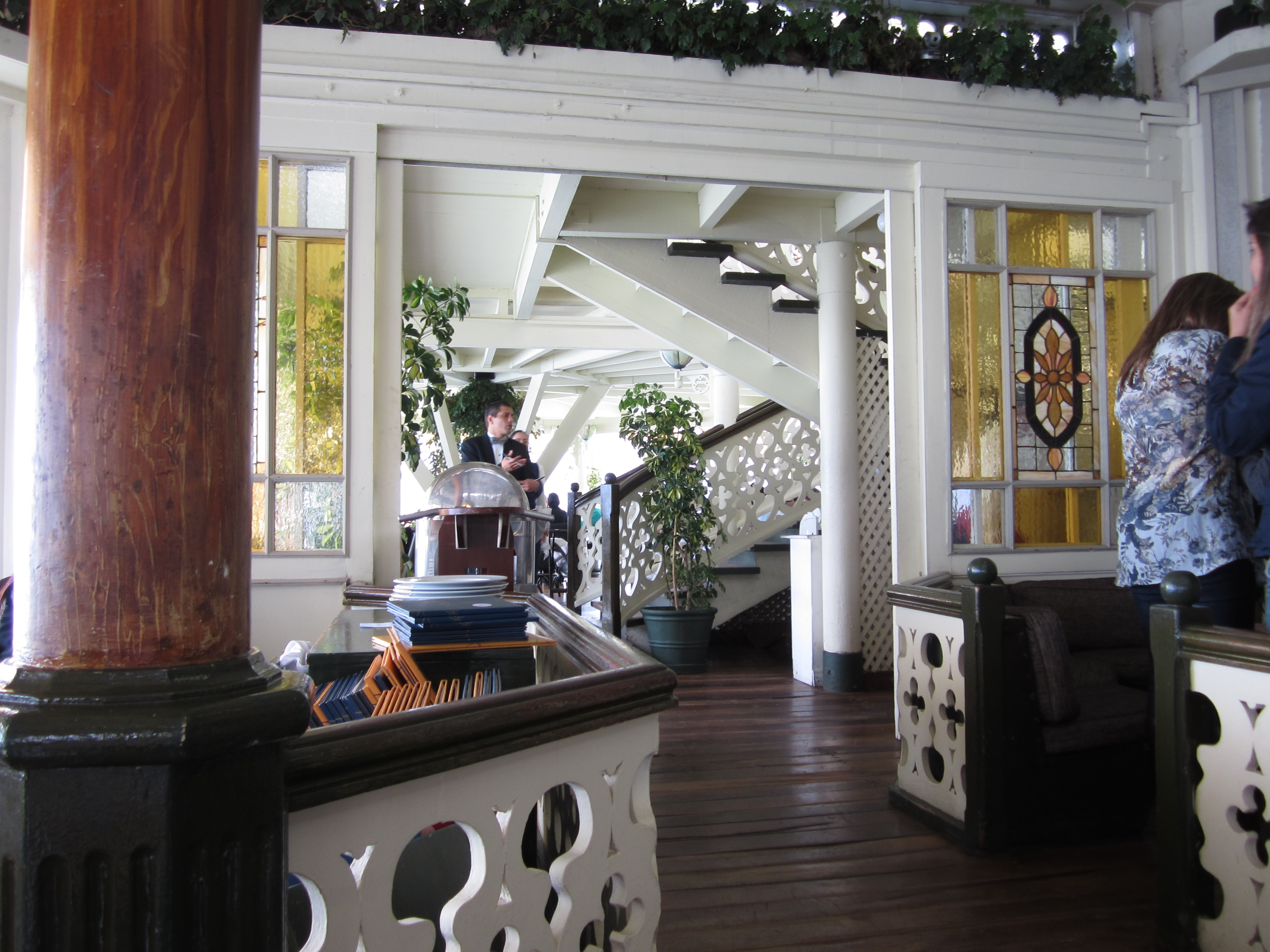
Interior
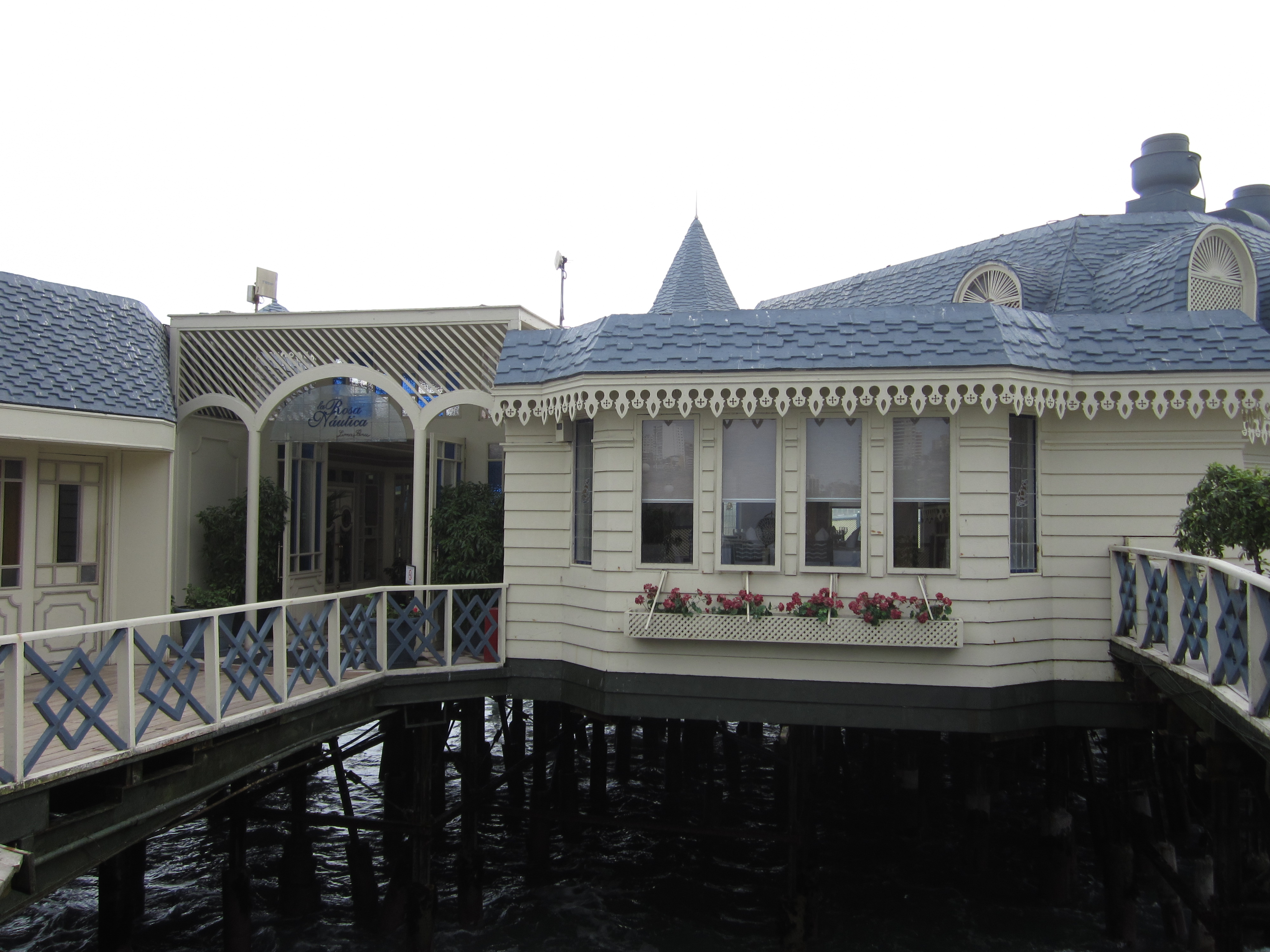
Pasarelas
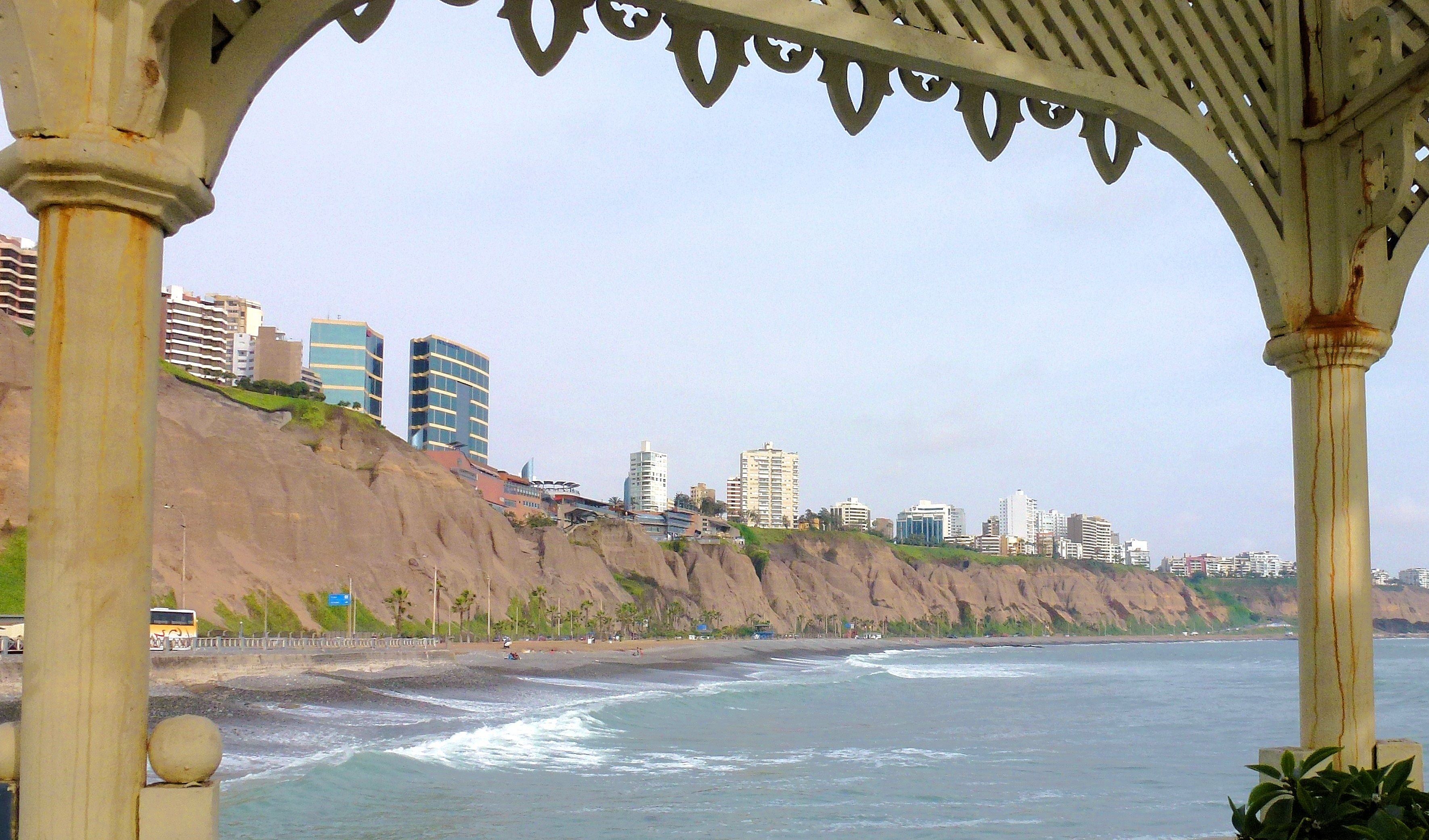
Vista del distrito de Miraflores
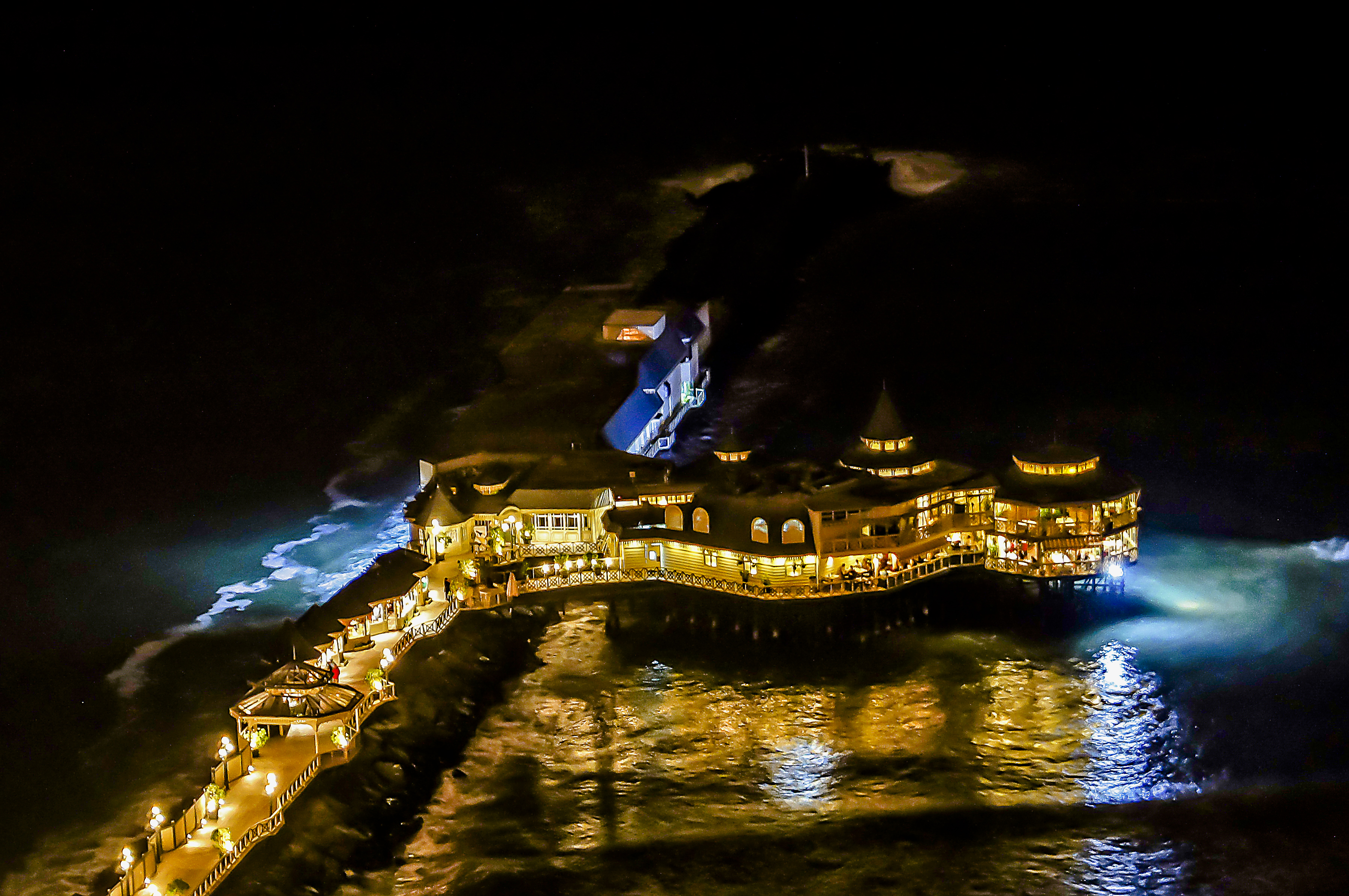
Iluminación nocturna